# 乔治·科洛屈塔斯
乔治·科洛屈塔斯（希臘語：Γεώργιος Κολοκυθάς，1945年11月2日—2013年3月2日），希腊职业篮球运动员，希腊篮球历史上最好的球员和得分手之一，1991年入选国际篮球联合会50大伟大球员。

## 俱乐部
科洛屈塔斯的职业篮球生涯始于希腊篮球俱乐部Sporting Athens B.C.， 或转会至帕纳辛奈克斯篮球俱乐部，并作为主力球员为其赢得了1967年、1969年、1971年和1972年四届希腊联赛冠军。在希腊联赛共得分3529分，并创造了单场51分的最高得分记录，在1964年、1966年和1967年，获希腊联赛最佳射手。
科洛屈塔斯在帕纳辛奈克斯篮球俱乐部也曾多次出战欧洲篮球俱乐部比赛，并获得1969年欧洲优胜者杯亚军，1972年欧洲冠军杯亚军。科洛屈塔斯曾入选1970年欧洲全明星阵容。
1973年28岁时，在欧洲篮球联赛中腿部严重受伤，结束篮球运动员生涯。

## 国家队
科洛屈塔斯共代表希腊国家队出战90场，得分1807分，场均20.1分。其中出战欧洲篮球锦标赛25场，得分492分，场均19.7分。
1967年欧洲篮球锦标赛，获最佳得分手，得分206分，场均22.9分。
1969年欧洲篮球锦标赛，再次获得最佳得分手，得分159分，场均22.7分。
1971年26岁时，在与苏格兰国家队的比赛中单场独得35分，之后从国家队退役。

## 退役后
科洛屈塔斯退役后继续参与希腊篮球事业，并任希腊全体国家队总裁等职。
2013年3月2日，因心脏病逝世。